# 1995 YX
1995 YX är en asteroid i huvudbältet som upptäcktes den 19 december 1995 av den japanska astronomen Takao Kobayashi vid Ōizumi-observatoriet.
Den tillhör asteroidgruppen Nysa.